# Lafonia

Situation de Lafonia dans l'archipel des îles Malouines.

Lafonia est le nom donné en anglais à la partie sud de l'île Malouine orientale, la principale île des îles Malouines. Elle est reliée au nord de l'île par l'isthme de Darwin.

## Géographie et géologie

Carte des îles Malouines avec les toponymes en français.

Avec sa forme en « E », cette région est unie à la partie septentrionale de l'île Malouine orientale par un étroit isthme de 4 kilomètres qui sépare la baie de Ruiz Pente et le détroit de Choiseul. Si cet isthme venait à disparaître, Lafonia serait la troisième île des îles Malouines par sa superficie.
Aux alentours des côtes de Lafonia se trouvent plusieurs îles plus petites : Pelada, María, Jorge, Bougainville, île des Lions de mer et Águila.
Au XXIe siècle, la société Falkland Gold and Minerals Ltd a mené des campagnes de prospection à la recherche de gisements d'or à Lafonia.

## Histoire
Avant le rétablissement de la domination britannique sur les îles Malouines (1833), la zone était connue sous le nom de Rincón del Toro (littéralement le « coin du taureau »), il est mentionné sous ce nom par Charles Darwin dans les documents rédigés lors de son voyage de 1834, lorsqu'il parcours l'île Soledad (nom espagnol donné à l'île Malouine orientale) accompagné de deux gauchos. Le toponyme, d'origine espagnole, perdure aujourd'hui avec la Punta del Toro, au sud de l'île,.
« (…) Nosotros dormimos en un valle en la lengua de tierra que une el Rincón del Toro, la gran península hasta el punto suroeste de la isla. El valle estaba bastante bien protegido del viento frío, pero había muy poca maleza para hacer un fuego. Los gauchos pronto encontraron lo que para mi sorpresa se hizo casi tan caliente como un fuego de carbones, fueron los huesos de un buey, pero últimamente ya comida toda la carne interceptada por los buitres (…) »
Lafonia tire son nom de celui de Samuel Fisher Lafone, entrepreneur britannique en Uruguay. En 1842, le gouverneur, Richard Moody, publie une brochure intitulée Information respecting the Falkland Islands afin de stimuler l'intérêt pour les investissements sur les îles. Samuel Lafone répond et en mars 1846, il obtient du gouvernement britannique une concession de terrain pour toute la partie sud de la Malouine orientale, afin d'exploiter les bovins sauvages qui paissent dans la région.
En janvier 1851, une société, The Falkland Islands Company, est créée dans le but de racheter les intérêts de Samuel Lafone, qui en devient actionnaire.

## Population

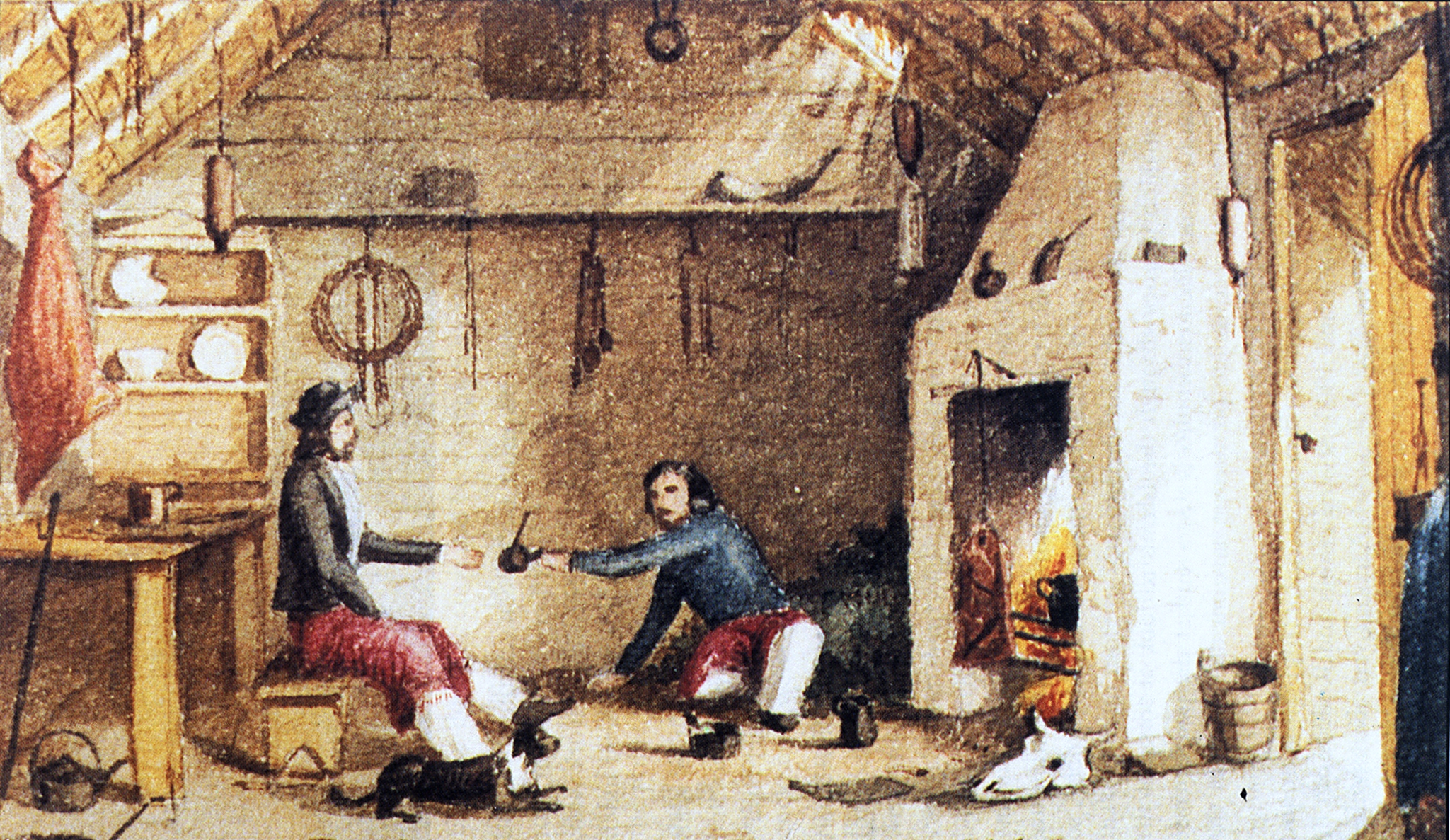
Gauchos Malvinas buvant du maté à Hope Place Saladero vers 1850, île Soledad.

La terre est douce et basse, mais presque inhabitée, faisant partie de ce que les habitants des Malouines appellent le camp (de l'espagnol : campo). L'essentiel de la colonisation a eu lieu au milieu du XIXe siècle.
En 1845, Samuel Lafone, un riche négociant de bétail du Río de la Plata, obtient une concession auprès du gouvernement britannique sur la portion sud de l'île Soledad, à savoir sur une péninsule de 600 000 acres (240 000 hecteres) de superficie, et la propriété de tous le bétail sauvage de l'île pour une durée de six ans, moyennant le paiement initial de 10 000 £ et de 20 000 £ au bout de dix ans, à partir du 1er janvier 1852.
En 1851, Lafone s'établit à Lafonia, nom qui commence alors à être utilisé pour décrire la péninsule, mais la péninsule est acquise pour 30 000 £ pour le monopole de la Falkland Islands Company.

### Sources et bibliographie
- (en) « Lafonia », dans Encyclopædia Britannica [détail de l’édition], 1911 (lire sur Wikisource).
- Carta H-411, Isla Soledad (esc. 1 : 200.000 - 76 cm x 110 cm)  (Déposée par l'Argentine auprès des Nations unies), Buenos Aires, Servicio de Hidrografía Naval (es), 1969, reimpresión julio de 1990, Mapa con toponimia en castellano (lire en ligne)
- Federico Lorenz, Todo lo que necesitás saber sobre Malvinas, Buenos Aires, Paidós, 2014 (ISBN 978-950-12-0404-9)